# Onésimo Cepeda

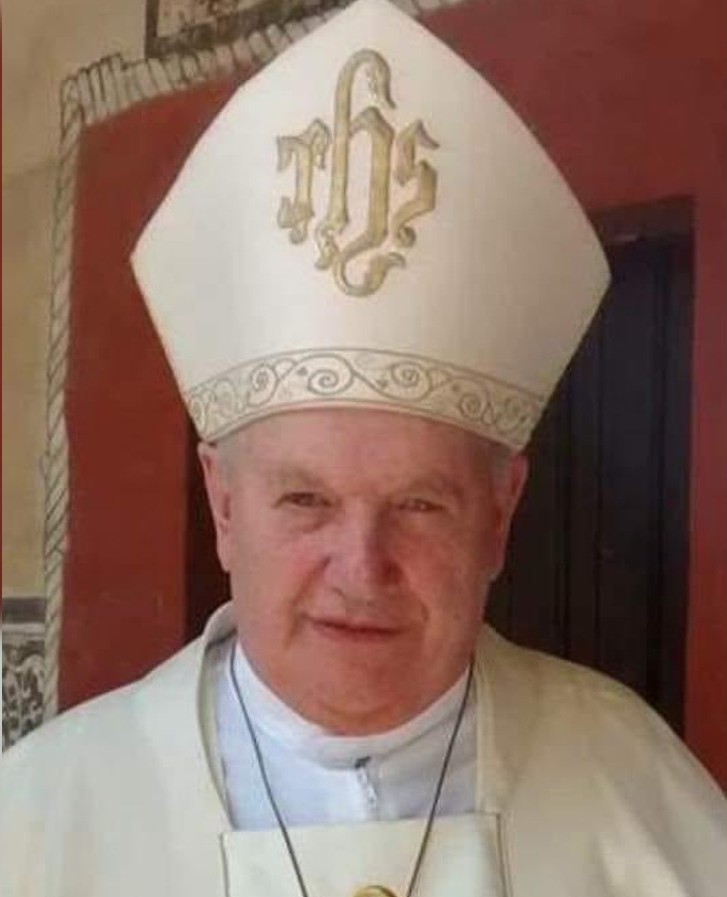
Onésimo Cepeda

Onésimo Cepeda Silva (* 25. März 1937 in Mexiko-Stadt; † 31. Januar 2022 in Ecatepec de Morelos) war ein mexikanischer Geistlicher und von 1995 bis 2012 römisch-katholischer Bischof von Ecatepec.

## Leben
Onésimo Cepeda studierte Rechtswissenschaften an der Universidad Nacional Autónoma de México (1956–1960) sowie Philosophie im Priesterseminar der Missionare von Guadalupe (1961–1964) und Theologie an der Schweizer Universität Freiburg (1966–1970).
Er war ursprünglich als Bankier und Börsenmakler tätig und jüngster General Manager des Private Banking in Mexiko. Er lernte 1964 den Unternehmer Carlos Slim Helú kennen, mit dem er die Inversora Bursátil, S.A. de C.V., Casa de Bolsa, später die Inbursa Financiero aufbaute. Cepeda arbeitete ebenso mit Roberto Hernández Ramírez zusammen, dem Vorstandsvorsitzenden der Grupo Financiero Banamex und späteren Aufsichtsratsmitglied der Banamex Citigroup, der Ingenieros Civiles Asociados (ICA) und Televisa sowie weiteren Unternehmen.
Cepeda empfing am 28. Oktober 1970 in Cuernavaca die Priesterweihe. Er war in verschiedensten Ämtern und Positionen für die katholische Kirche tätig. Seit 1989 war er Gründer und Rektor des Seminario Conciliar de San José in Cuernavaca sowie Professor für Theologie.
Papst Johannes Paul II. ernannte ihn 1995 zum ersten Bischof des neugegründeten Bistums Ecatepec. Die Bischofsweihe spendete ihm der Apostolische Nuntius in Mexiko, Erzbischof Girolamo Prigione, am 12. August 1995 vor der Kathedrale von Ecatepec; Mitkonsekratoren waren Manuel Pérez-Gil y González, Erzbischof von Tlalnepantla, und Luis Reynoso Cervantes, Bischof von Cuernavaca. Von 1997 bis 2000 war er Präsident der Kommission für soziale Kommunikation der Mexikanischen Bischofskonferenz (CEM) und Rechtsberater der CEM.
Cepeda stand von Beginn seiner Amtszeit aufgrund guter Beziehungen zu den wichtigsten geschäftlichen und politischen Persönlichkeiten des Landes im Fokus der Medien. Neben Spanisch sprach er Englisch, Französisch, Italienisch und Deutsch.
Am 8. November 2010 wurde Onésimo Cepeda wegen Betruges und Geldwäsche angeklagt. Ihm wurde vorgeworfen, sich 42 Gemälde von lokalen und ausländischen Künstlern, die der 2003 verstorbenen Olga Azcarraga aus der Unternehmerfamilie Azcarraga gehörten, per Schuldschein erschlichen zu haben. Bischof Cepeda behauptete, die Gemälde seien mittels eines Schuldscheindarlehens mit dem Zweck der Verwendung für Projekte der Armut, Krankheit, der Unterstützung von Priestern und Seminaristen sowie junge Menschen in den ländlichen Gebieten des Landes für eine gemeinnützige Nutzung zur Verfügung gewesen. Hintergrund der Anklage waren nach Darstellungen der Presse Erbschaftsstreitigkeiten der Familie Azcarraga. Die Gemälde von José Clemente Orozco, Diego Rivera, Rufino Tamayo, Frida Kahlo, Marc Chagall, Francisco de Goya und anderen haben einen angeblichen Wert von 130 Millionen US-Dollar. Cepeda übergab die Amtsgeschäfte bis zur Klärung an den Generalvikar Blas Flores Montes.
Am 7. Mai 2012 nahm Papst Benedikt XVI. seinen altersbedingten Rücktritt an.
Onésimo Cepeda wurde Anfang Januar 2022 wegen gesundheitlicher Komplikationen durch das Coronavirus in ein Krankenhaus in Ecatepec de Morelos eingeliefert, wo er im Alter von 84 Jahren starb.

## Schriften
- El estado y la aviación civil, 1961.
- Mit Carmen L. De Frausto: Amico di Dio, Rinnovamento nello Spirito Santo, Rom 2000, ISBN 978-88-8386-000-3 (2. Auflage).
- Tutto può cambiare. Da Simone a Pietro da peccatore a santo, Rinnovamento nello Spirito Santo, Rom 2000; ISBN 978-88-7878-026-2 (2. Auflage).
- Silverio Pérez, diamante del redondel, Miguel Angel Porrua 2007, ISBN 978-970-701-914-0.